# Złota (Mazovie)
Złota  [ˈzwɔta] est un village polonais de la gmina de Rybno dans le powiat de Sochaczew et dans la voïvodie de Mazovie.
Il se situe à environ 4 kilomètres au sud de Rybno, à 12 kilomètres à l'ouest de Sochaczew et à 63 kilomètres à l'ouest de Varsovie.
Le village a une population de 184 habitants en 2008.